# کامی‌کازه (تیفون)

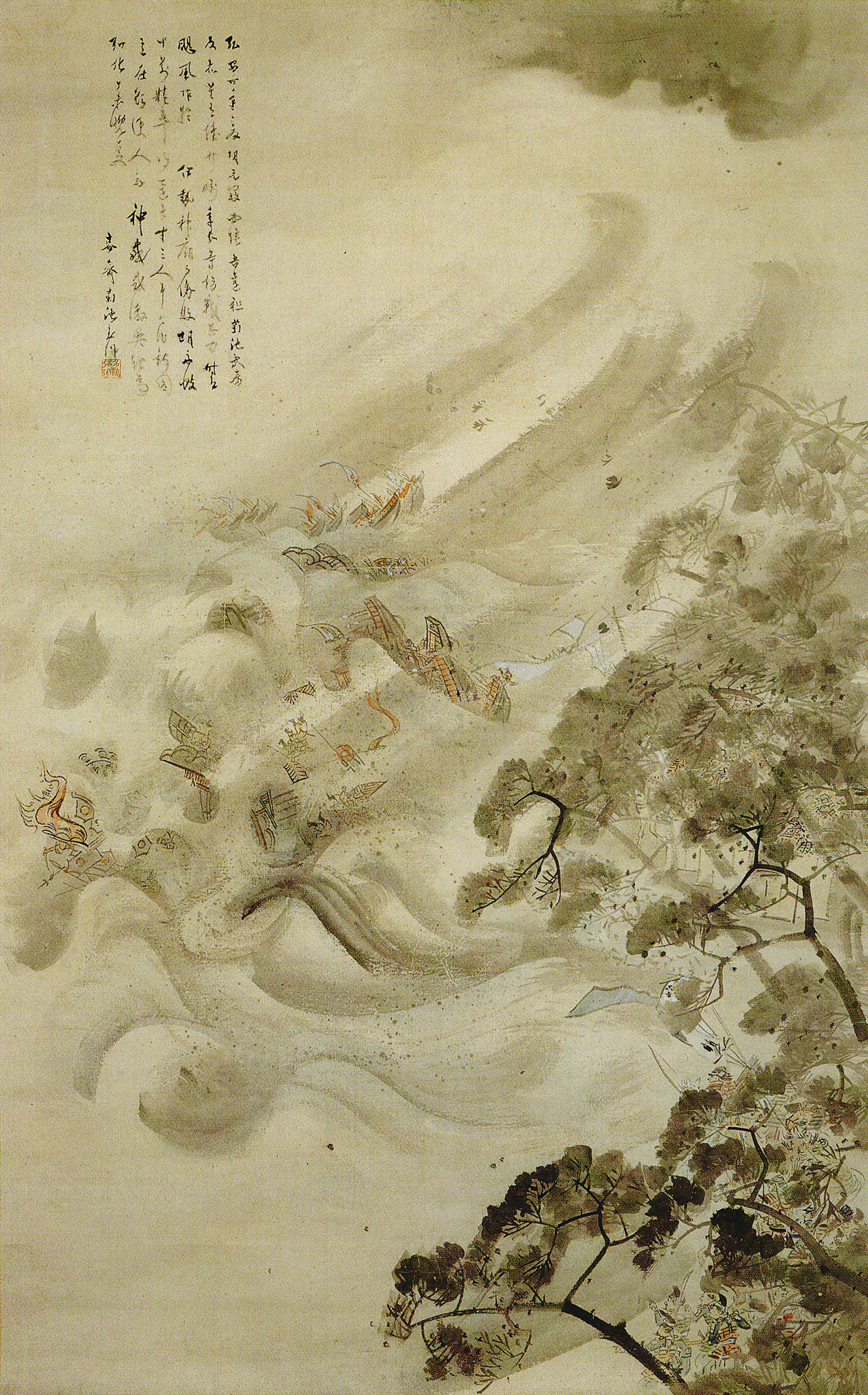

کامی‌کازه (به ژاپنی: 神風 Kamikaze) یکی از واژگان شینتو است، در لغت به‌معنی «باد الهی» و در مفهوم باد شدیدی است که با قدرت خداوند می‌وزد.
کامی‌کازه همچنین اشاره به دو باد یا طوفانی است که گفته می‌شود در طی حمله مغول به ژاپن تحت فرمان قوبلای خان وزیدن گرفته و با غرق ناوگان‌های وی موجب نجات ژاپن شده‌است.
در اواخر جنگ جهانی دوم نیروی هوایی ژاپن افرادی را آموزش می‌داد تا با هواپیماهای کوچک که با مواد انفجاری پر شده بود خود را به ناوهای آمریکایی بکوبند. پس از این برخورد مواد انفجاری آسیب جدی به ناو وارد می‌نمود و باعث مرگ این افراد می‌شد و عقب‌نشینی ناوهای آمریکایی را به‌همراه داشت. این افراد که عموماً از خود گذشته و شجاع محسوب می‌شدند به (کامی کازه Kamikaze) معروف بودند و نزد مردم ژاپن از احترام ویژه برخوردار بودند.